# Liste der Baudenkmale in Richmond
Die Liste der Baudenkmale in Richmond umfasst alle vom New Zealand Historic Places Trust (NZHPT) als „Historic Place“ oder „Historic Area“ eingestuften Baudenkmale und Flächendenkmale der neuseeländischen Ortschaft Richmond. Die Angaben stammen aus dem Register des NZHPT. Die Bezeichnungen der Baudenkmale orientieren sich an diesem Register. In die Liste werden auch bekannte Wahi Tapu (Area), kulturell und religiös bedeutsame Stätten und Gebiete der Māori, aufgenommen. Sie werden jedoch meist nicht publiziert.

| Bild                                     | Bezeichnung                              | Ort      | Anschrift                                         | Beschreibung                       | Bauzeit      | Eintrag           | Nummer | Kat. |
| ---------------------------------------- | ---------------------------------------- | -------- | ------------------------------------------------- | ---------------------------------- | ------------ | ----------------- | ------ | ---- |
| Redwood Racing Stables Main Block        | Redwood Racing Stables Main Block        | Richmond | Croucher Street Karte                             | erste Rennpferdeställe Neuseelands | frühe 1850er | 1. September 1983 | 0246   | 1    |
| weitere Bilder                           | Holy Trinity Church                      | Richmond | 27 Dorset Street Karte                            | anglikanische Kirche               | 1871–1872    | 12. Februar 2010  | 0250   | 2    |
| BW                                       | Bonnington Cob Cottage                   | Richmond | 77 Hill Street Karte                              | Wohnhaus                           | 1853 (ca.)   | 30. Oktober 1990  | 1675   | 2    |
| BW                                       | Currie House                             | Richmond | 13 Washbourn Drive Karte                          | Wohnhaus                           | n.a.         | 25. November 1982 | 1676   | 2    |
| Old Richmond Gaol                        | Old Richmond Gaol                        | Richmond | Oxford Street, Washbourne Gardens Karte (ungenau) | ehemaliges Gefängnis               | n.a.         | 25. November 1982 | 1677   | 2    |
| BW                                       | House                                    | Richmond | 93 Champion Road Karte                            | Haus                               |              |                   | 1679   | 2    |
| Waimea Grandstand - Richmond Showgrounds | Waimea Grandstand - Richmond Showgrounds | Richmond | 358 Queen Street Karte (ungenau)                  | Tribüne                            | n.a.         | 25. November 1982 | 2987   | 2    |
| BW                                       | House (Haus)                             | Richmond | 10 Wensley Road Karte                             | Wohnhaus                           | 1921–1927    | 24. Juni 2005     | 3005   | 2    |
| BW                                       | Dorset House                             | Richmond | 3/21 Dorset Street Karte                          | Wohnhaus                           | n.a.         | 15. Februar 1990  | 5154   | 2    |